# Kościół Wniebowzięcia Najświętszej Maryi Panny w Pamięcinie
Kościół pw. Wniebowzięcia Najświętszej Maryi Panny w Pamięcinie – rzymskokatolicki kościół filialny w Pamięcinie, w powiecie słubickim, w województwie lubuskim.

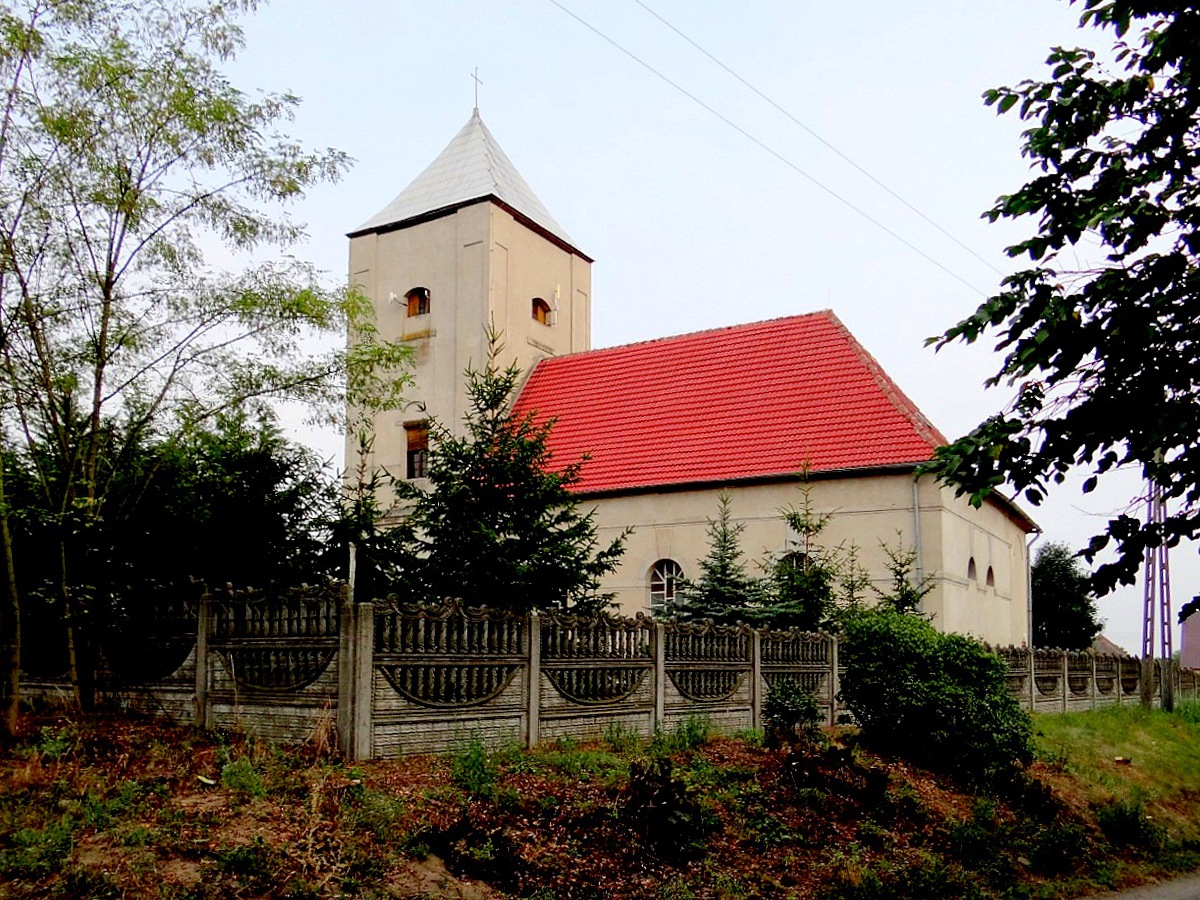
Kościół Wniebowzięcia NMP

 Administracyjnie należy do dekanatu Rzepin w diecezji zielonogórsko-gorzowskiej.